# Белый голец
Белый голец (лат. Salvelinus albus) — узкоэндемичный азиатский вид гольцов семейства лососёвых. Обитает только на Камчатке. Некоторыми авторами рассматривается не как самостоятельный вид, а как популяционная система северной мальмы.

## Описание
Белый голец имеет высокое тело с крупной головой, хищным ртом и удлиненными челюстями. Голова и спина бывают светло-зелёные, серые, оливковые или бурые. Бока серые, серебристо-белые, серо-коричневые или жёлтые. Брюхо белое, оранжевое или желтоватое. Хвостовой плавник серый, другие плавники грязно-оранжевые. На теле много мелких светлых (от белых до красновато-фиолетовых) пятнышек. Окраска самок менее яркая, чем самцов. Рыло горбатое, короткое. Ротовая полость зелёная, у идущих на нерест чёрная.
В оз. Кроноцкое представлен только озёрной формой. Крупные гольцы летом обитают вдали от берегов озера, подходят к нему осенью. Небольшие рыбы живут рядом с берегом в верхних слоях воды. Нерест происходит обычно раз в 2—3 года, продолжается с конца июля по ноябрь. В бассейне р. Камчатка есть как проходная, так и жилая формы. Максимальные размеры белого гольца — 90 см и 5,5 кг, продолжительность жизни — 15 лет.

## Ареал
Обитает в бассейне реки Камчатки, озёрах Кроноцкое и Ажабачье, где весьма многочислен.
Занесён в Красную книгу Камчатского края.